# Aseptis fumeola
Aseptis fumeola (лат.) — вид бабочек-совок рода Aseptis из подсемейства земляные совки (Noctuinae). Эндемики Северной Америки.

## Распространение
Северная Америка: США (Аризона, Калифорния, Невада, Юта).

## Описание
Бабочки средних размеров (размах крыльев от 38,5 до 45,0 мм) с характерной выемкой по внешнему краю заднего крыла у его вершины между жилками M1 и M3. Основная окраска крыльев серая или коричневая, многие с диффузной пятнистостью темно-коричневого или чёрного цвета. Гусеницы питаются листьями древесных растений, например, кустарниками рода Толокнянка (семейство Вересковые). Вид был впервые описан в 1908 году британским энтомологом  Джорджем Хэмпсоном George Francis Hampson (1860—1936), а его валидный статус был подтверждён в ходе родовой ревизии в 2015 году американскими энтомологами Томасом Мустелином (Tomas Mustelin, San Diego Natural History Museum, Сан-Диего, США) и Ларсом Крабо (Lars G. Crabo; Washington State University, Bellingham, США).